# مردان، زنان: یک راهنمای کاربری
مردان، زنان: یک راهنمای کاربری (فرانسوی: Hommes, femmes, mode d'emploi‎) فیلمی فرانسوی به کارگردانی کلود لولوش است که در سال ۱۹۹۶ منتشر شد.

## گزیدهٔ بازیگران
- فابریس لوکینی
- برنارد تاپی
- آلساندرا مارتینس
- پیر آردیتی
- تیکی الگادو
- اگنس سورال
- اوفلی وینتر
- کارولین سلیه
- ژیزل کزدزو
- دنیل ژلین
- آنوک امه
- فیلیپ خرسند
- آنتوان دولری